# Pusten (spelman)
Pusten, vars verkliga namn var Jonas Persson Wik (1825-1891), var en fiolspelman från Rogsta socken i Hälsingland. Låtarna är liksom de efter Hultkläppen ålderdomliga och viktiga exempel på folkmusiken i 1800-talets Hälsingland. Ett antal låtar samt den lokala spelstilen är bevarad genom att Nisse Östman (1879-1964), en av Pustens lärjungar, dokumenterades av Helge Nilsson, en spelman som erhöll Zornmärket i guld bl.a. för denna insats. Nuförtiden förvaltas traditionen bl.a. av O'tôrgs-Kaisa Abrahamsson, även hon Zornguldmedaljör, samt av Anders Gill.
Det finns många historier om Pusten, till exempel att han var trollkunnig och var exceptionellt stark. Han var även en framstående allmogesnickare, vilket framgår av några bevarade möbler.